# سیمونه اوسوالد
سیمونه اوسوالد (انگلیسی: Simone Hauswald؛ زادهٔ ۳ مهٔ ۱۹۷۹) ورزشکار دوگانه اهل آلمان است.